# Coupling
Coupling és una sèrie de televisió britànica escrita per Steven Moffat que es va emetre per la BBC del 12 de maig de 2000 al 14 de juny de 2004. Produït per Hartswood Films per a la BBC, l'espectacle se centra en les cites, les aventures sexuals i els contratemps de sis amics als 30 anys, sovint les tres dones i els tres homes parlant entre ells sobre els mateixos esdeveniments, però en termes totalment diferent.
Les dues primeres temporades de sèrie (de quatre) van ser doblades al català amb el nom de "Parelles" per Televisió de Catalunya i emeses pel Canal 33 en els capvespres.
Coupling és un exemple del "grup-gènere", un espectacle de conjunt que havia demostrat ser popular en aquell moment. Els crítics van comparar la sèrie amb les comèdies americanes Friends i Seinfeld.